# Meïr Venayahu
Meïr Venayahu (hebreu: מאיר_בניהו‎; 28 de novembre del 1926 - 26 d'abril del 2009) fou un estudiós de la història de la càbala i els sabateus, així com de la diàspora sefardita. Durant un temps fou rabí del barri jerosolimità de Romema. La seva activitat de recerca se centrava en llibres i manuscrits antics, dels quals tenia un bon nombre en les seves col·leccions. Fill del rabí Yitshaq Nissim, fou el fundador del Yad ha-Rav Nissim, anomenat en honor del seu pare. Així mateix, fou cofundador del Yad Ben Tseví juntament amb Yitshaq ben Tseví.